# トゥスクルム荘対談集

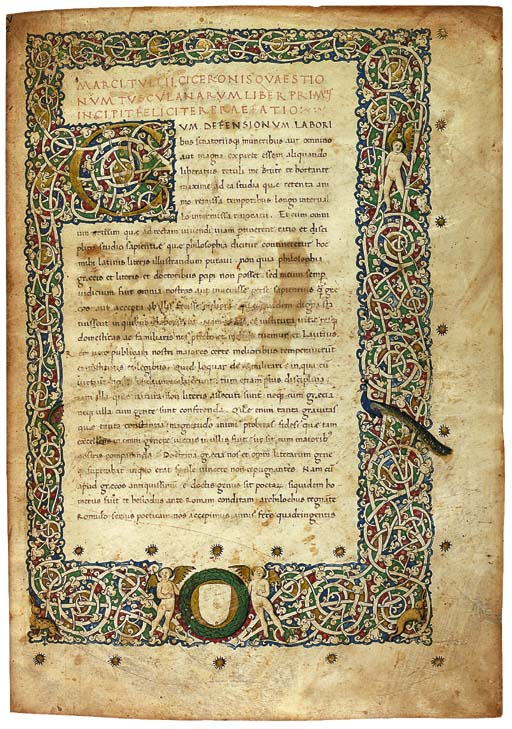
ルネサンス期の写本

『トゥスクルム荘対談集』（トゥスクルムそうたいだんしゅう、ラテン語: Tusculanae Disputationes、『トゥスクルム論叢』などとも）は、古代ローマのキケロの著作。前45年成立。トゥスクルムにあったキケロの別荘（ウィラ）を舞台とする対話篇。「いかにして死の恐怖を克服するか」などの哲学・倫理学の問題を、プラトンやストア派の折衷的立場から論じる。

## 成立
キケロ最晩年の前45年から前44年にかけて、『ホルテンシウス』を皮切りに成立した一連の哲学著作の一つにあたる。本書は前45年8月に成立した。
トゥスクルムはローマの別荘地であり、同地のキケロの別荘（トゥスクルム荘）が、本書の舞台および執筆地となっている。
執筆の動機は、キケロ自身が本書中で述べており、献呈相手のブルトゥスから執筆を勧められたこと、哲学をギリシア語でなくラテン語で論じる使命感を抱いていたこと、哲学と修辞学の融合を目指していたこと、心の慰めを哲学に求めていたこと、などがあった。

## 内容
本書は対話篇だが、プラトン対話篇のような問答法形式でなく、ヘレニズム哲学にあった講義形式、すなわち語り手が聞き手に自説を述べる形式をとっている。
本書の登場人物は、語り手「M」と、聞き手「A」の二者である。「M」は「Marcus（マルクス＝キケロ）」または「Magister（教師）」、「A」は「Adolescens（若者）」「Auditor（聴衆）」の略号と推定される。ただし、この略号は後世の伝本が付加したものであり原本には無かった可能性もある。
本書は全5巻からなる。第1巻は「いかにして死の恐怖を克服するか」、第2巻は「いかにして苦痛を克服するか」、第3巻は「いかにして霊魂の苦痛（苦悩）を克服するか」、第4巻は「いかにすれば情動から自由になれるか」、第5巻は「幸福な生には徳さえあれば十分か」をテーマとする。
思想的には、新アカデメイア派的懐疑主義と折衷主義により、プラトン・ペリパトス派・ストア派などの説を取捨選択しつつ、エピクロス派を一貫して否定する。例えば、第1巻ではストア派やエピクロス派の説を検討したうえで、プラトン『パイドン』の霊魂不死説を採用する。霊魂不死説はキケロ『国家について』『友情について』『老年について』でも扱われる。
本書は全体的に、佚書の引用や学説誌的内容、哲学讃美を多く含んでいる。「ダモクレスの剣」の逸話や、最初に「哲学者」を名乗ったピタゴラスの逸話も本書に含まれる。

## 受容
ディドロはファルコネと唯物論について書簡で論争するなかで、本書の霊魂不死説を援用している。

## 日本語訳
- 木村健治；岩谷智 訳 「トゥスクルム荘対談集」『キケロー選集12 哲学V : トゥスクルム荘対談集』岩波書店、2002年。ISBN 9784000922623。